# Bad Asses on the Bayou
Série
Bad Ass 2
(2014)
Pour plus de détails, voir Fiche technique et Distribution.
Bad Ass 3: Bad Asses on the Bayou est un film d'action américain réalisé par Craig Moss (en), sorti en 2015.
Écrit par Craig Moss (en), le film raconte l'histoire de Carmen, une amie commune de Frank Vega, alias Bad Ass, interprété par Danny Trejo et Bernie Pope (Danny Glover), qui a été enlevée la veille de son mariage à Bâton-Rouge situé entre les bayous (rivières) de Louisiane (USA). Les ravisseurs demandent une rançon. Le film a été produit par Ash R. Shah, Ben Feingold, Jim Busfield, Danny Glover, Todd King, Don Napoli et Danny Trejo. Le film est la troisième suite de la série «Bad Ass». Il a été tourné en anglais et diffusé le 6 mars 2015 aux États-Unis.

## Synopsis
Vétéran de la guerre du Viêt Nam devenu vendeur de hot-dogs, Frank Vega (Danny Trejo) et son ami Bernie Pope (Danny Glover), neutralisent des braqueurs d'une banque et deviennent des héros dans leur ville de Los Angeles.
Carmen (Loni Love (en)) l'amie de Frank, tombe amoureuse de Geoffrey (Sammi Rotibi). Carmen invite Frank Vega et Bernie Pope à assister à leur mariage à Bâton-Rouge en Louisiane. Frank et Bernie arrivent, mais Carmen est enlevée avant son mariage par Geoffrey qui exige 5 millions de dollars contre sa libération. Frank et Bernie réussissent à retrouver Carmen et la libèrent.

## Fiche technique
- Titre original : Bad Ass 3: Bad Asses on the Bayou
- Titre français : Bad Ass 3: Bad Asses on the Bayou
- Réalisation : Craig Moss (en)
- Scénario : Craig Moss (en)
- Photographie : Paul Marschall
- Costumes : Susan Thomas
- Décors : Claire Sanchez
- Montage : Josh Noyes
- Musique : Todd Haberman
- Production : Ash R. Shah, Ben Feingold, Jim Busfield, Danny Glover, Todd King, Don Napoli et Danny Trejo
- Société de production : The Samuel Goldwyn Company
- Sociétés de distribution : 20th Century Fox Home Entertainment, The Samuel Goldwyn Company
- Format : couleur — 1,78:1 — Dolby Digital
- Genre : drame, action
- Pays de production :  États-Unis
- Langue originale : anglais
- Durée : 85 minutes
- Dates de sortie :
  - États-Unis : 6 mars 2015 (sortie limitée)
  - France : 15 mars 2015 (première DVD)

## Distribution
- Danny Trejo (VF : Antoine Tomé) : Frank Vega (Bad Ass)
- Danny Glover (VF : Thierry Desroses) : Bernie Pope, l'ami de Frank
- Loni Love (en) (VF : Odile Schmitt) : Carmen, l'amie de Frank
- Sammi Rotibi (VF : Diouc Koma) : Geoffrey, le fiancé-ravisseur
- John Amos (VF : Benoit Allemane) : Earl, le père de Carmen
- Jimmy Bennett : Ronald / Rony, le demi-frère FIV de Carmen
- Jaqueline Fleming (en) : Katie
- Judd Lormand : l'inspecteur Williamson
- Rob Mello : Buford
- Al Vicente : l'inspecteur Gomez
- Deborah Ayorinde (en) : Taryn
- Han Soto : Hung
- Brian Oerly (VF : Gilduin Tissier) : Jimbo
- Keith Loneker (en) : Pierre
- Chelsea Bruland : Marissa
- Davi Jay : le chef Broussard
- Andrew Duplessie : AJ
- Carol Sutton (VF : Manoëlle Gaillard) : Lois Morgan
- Garrett Kruithof : Jawn
- Jeff Pope (en) : Landry
- Aisa Palomares : Kelly
- Colby Arps : Kyle
- Olga Wilhemine : la violoniste
- Ross P. Cook : un botteur de cul
- Michael Patrick Rogers : l'un des ravisseurs
- Miles Doleac (en) : un animateur de talk-show
- Garrett Saia : l'ami de Buford

## Lieux du tournage
Le film a été tourné à Baton Rouge, Port Allen et Livonia en Louisiane aux États-Unis.